# Павел Еліаш
Павел Еліаш (чеськ. Pavel Eliáš, нар. 26 листопада 1986, Прага) — чеський футболіст, який грав на позиції півзахисника. Відомий за виступами в низці чеських і закордонних клубів. Володар Кубка Чехії.

## Ігрова кар'єра
Павел Еліаш народився 1986 року в Празі. Займався в юнацьких команд футбольних клубів «Чехіє» та «Славія». У 2005 році Еліаш розпочав грати в основній команді «Славії», проте за сезон провів лише 3 матчі за клуб, і в 2006 році перейшов до клубу «Яблонець». У складі нової команди футболіст став гравцем основного складу, грав у команді з Яблонця-над-Нісою до 2014 року, та в сезоні 2012—2013 років став у складі команди володарем Кубка Чехії.
У 2014 році Павел Еліаш став гравцем індійського клубу «Делі Дайнамос», проте чеський футболіст не закріпився у складі команди, і в 2015 році повернувся на батьківщину до клубу «Динамо» (Ч. Будейовиці). З 2016 до 2024 року Еліаш грав у командах австрійських регіональних ліг «Рітцинг» та «Оед/Цайллерн», після чого завершив виступи на футбольних полях.

## Титули і досягнення
- Володар Кубка Чехії (1):

«Яблонець»: 2012–2013